# Hassan Raghab
Hassan Raghab (1 de janeiro de 1909 - data de morte desconhecida) foi um futebolista egípcio que atuava como meia.

## Carreira
Hassan Raghab fez parte do elenco da Seleção Egípcia de Futebol, na Copa do Mundo de 1934.